# Dino Abbrescia
 (octobre 2015).
Si vous disposez d'ouvrages ou d'articles de référence ou si vous connaissez des sites web de qualité traitant du thème abordé ici, merci de compléter l'article en donnant les références utiles à sa vérifiabilité et en les liant à la section « Notes et références ».
Bernardo Abbrescia ou Dino Abbrescia (né le 18 août 1966 à Bari) est un acteur italien.

## Biographie
Dino Abbrescia est connu pour avoir joué le rôle très percutant de Pino dans L'Été où j'ai grandi, où il joue le père du héros de l'histoire Michele.

## Filmographie partielle
- 1998 : Ospiti de Matteo Garrone
- 2000 : Estate romana de Matteo Garrone
- 2003 : L'Été où j'ai grandi de Gabriele Salvatores
- 2005 : Leçons d'amour à l'italienne de Giovanni Veronesi
- 2007 : Ciao Stefano de Gianni Zanasi
- 2018 : Tu peux embrasser le marié